# Gare de Saiin
La gare de Saiin  (西院駅, Saiin-eki) est une gare ferroviaire de la ville de Kyoto au Japon. Elle est gérée par la compagnie Hankyu.

## Situation ferroviaire
La gare de Saiin est située au point kilométrique (PK) 41,9 de la ligne Hankyu Kyoto.

## Histoire
La gare est ouverte le 1er novembre 1928 par la compagnie Shin-Keihan sous le nom de gare de Kyoto Saiin. Le 31 mars 1931, la ligne est prolongée à Keihan Kyoto (aujourd'hui Ōmiya) et la gare est renommée gare de Saiin.

## Service des voyageurs

### Accueil
La gare, située en souterrain, est ouverte tous les jours.

### Desserte
- Ligne Kyoto :
  - voie 1 : direction Kyoto-Kawaramachi
  - voie 2 : direction Osaka-Umeda

### Intermodalité
L'arrêt Sai de la ligne Arashiyama du tramway de Kyoto est situé à proximité immédiate.